# Зугдиди
Зугдиди (на груз.: ზუგდიდი, мегр. ზუგიდი, буквално „голям хълм“) е град в Западна Грузия, център на област Мегрелия-Горна Сванетия. Намира се на 318 километра западно от столицата Тбилиси, на 30 километра източно от Черно море. Намира се на около 100 – 110 метра от морското равнище. Населението на града, според преброяването от 2014 г., е 42 998 души. Зугдиди е столица на областта Мегрелия-Горна Сванетия, област, която обхваща Мегрелия и Сванетия.
Името „Зугдиди“ буквално означава „голям/велик хълм“ на лазки и мегрелски.